# Christian Klucker
Christian Klucker (Fextal, 28 settembre 1853 – Fextal, 21 dicembre 1928) è stato un alpinista, insegnante e politico svizzero,  effettuò numerose prime ascensioni sulle Alpi, in particolare nel gruppo del Bernina, nella Bregaglia e nelle Alpi Pennine ma anche nelle Montagne Rocciose negli Stati Uniti e Canada. Scalò complessivamente circa 3000 vette; tra queste 44 furono prime ascensioni, 19 in inverno, tra altre, il Piz Tremoggia e il Piz Margna nel 1878 e 88 aperture di nuove vie. Nel 1901 esplorò nuovi percorsi in Canada con Edward Whymper.

## Biografia
Klucker è stato un pioniere dell'alpinismo a cavallo tra il XIX e il XX secolo, un pioniere di una forma moderna e completa di guida alpina e un attivista per la salvaguardia della natura. È considerato anche uno dei primi rappresentanti dell'arrampicata libera. Il suo tentativo in solitaria sullo spigolo settentrionale del Piz Badile fu leggendario. L'11 luglio 1892 scalò due terzi dello spigolo con i calzini, salendo e scendendo, superando tratti di difficoltà di IV grado. Eseguì numerose prime ascensioni nella Bregaglia e in altre regioni delle Alpi e delle Montagne Rocciose negli Stati Uniti e celebrò il suo 25° anniversario di attività professionale nel 1901, durante il quale poté ripercorrere 3.000 escursioni in montagna senza il minimo incidente. La sua autobiografia, "Memorie di una guida alpina", fu pubblicata dopo la sua morte, divenne un best-seller e fu tradotta in inglese e in italiano. Emil Zopfi ha pubblicato una nuova edizione tedesca nel 2010 per AS Verlag, Zurigo.
Christian Klucker è stato, tra gli altri, guida alpina di Paul Güssfeldt durante la prima ascensione della cresta Peuterey sul Monte Bianco, di Ludwig Norman-Neruda e di altri. Maestro di scuola, ispettore scolastico, era un uomo colto e raffinato, profondo conoscitore della topografia e della storia alpinistica oltre che eccellente geologo, botanico e biologo. Oltre al suo lavoro di maestri e guida alpina, Klucker ricoprì diverse cariche pubbliche. Fu sindaco di Sils per due volte e per molti anni fu a capo del consiglio scolastico fino alla sua morte. Oltre 2.500 lettere in tedesco, ladino e italiano testimoniano il suo impegno a favore della comunità, del turismo sostenibile e degli studenti. Si oppose al progetto di sfruttare il lago di Sils per la produzione di energia idraulica. 
Si occupava anche dell'ufficio postale di casa sua. Klucker morì improvvisamente per un arresto cardiaco. La sua casa natale e la sua abitazione a Fex Platta possono ora essere affittate come casa vacanze. Klucker trovò la sua ultima dimora nel cimitero della chiesa di montagna del XV secolo di Fex-Crasta nella Val di Fex.

## Carriera alpinistica
Tra le sue prime ascensioni ci sono:
- Gurgel sulla parete nord-est del Piz Bernina il 18 giugno 1890 (Ludwig Norman-Neruda)
- Parete nord-ovest del Piz Scerscen il 9 luglio 1890 (con L. Norman-Neruda)
- Parete nord-est del Piz Roseg il 16 luglio 1890 (con L. Norman-Neruda)
- Cresta est-nord-est dell'Ober Gabelhorn il 1° agosto 1890 (con L. Norman-Neruda)
- 'Via Norman-Neruda' sul versante nord-est del Lyskamm il 9 agosto 1890 (con Ludwig Norman-Neruda e J. Reinstadler)
- Nadelgrat dall'Hohberghorn al Lenzspitze nel 1892
- Cresta Peuterey alla vetta del Monte Bianco attraverso un canalone sul versante della Brenva dal 15 al 19 agosto 1893 (con Paul Güssfeldt, Emile Rey e César Ollier)
- Cresta ovest-sud-ovest del Piz Badile il 14 giugno 1897 (con Anton von Rydzewski e M. Barbaria)
- Prima traversata dal versante italiano della Porta da Roseg al Piz Roseg il 21 giugno 1898 (con M. Barbaria)

Klucker apparve nel ruolo del personaggio Otto Spring (una guida) nel film di montagna del 1929, "L'inferno bianco di Pitz Palü", diretto da Arnold Fanck.